# Le Ham (Manche)
Le Ham (kein Nasalvokal : Aussprache amm) ist eine französische Gemeinde im Département Manche in der Region Normandie.

## Toponymie
Le Ham bedeutet das Dorf. Es leitet sich aus dem Angelsächsischen ham ab (vgl. dt. Heim).

## Geografie
Le Ham liegt auf der Halbinsel Cotentin in der Landschaft Plain.
Die Gemeinde wird von der Bahnstrecke Paris-Caen-Cherbourg durchquert.
Angrenzende Gemeinden sind Hémevez, Saint-Cyr, Éroudeville, Écausseville, Fresville, Gourbesville, Orglandes und Urville.

## Sehenswürdigkeiten

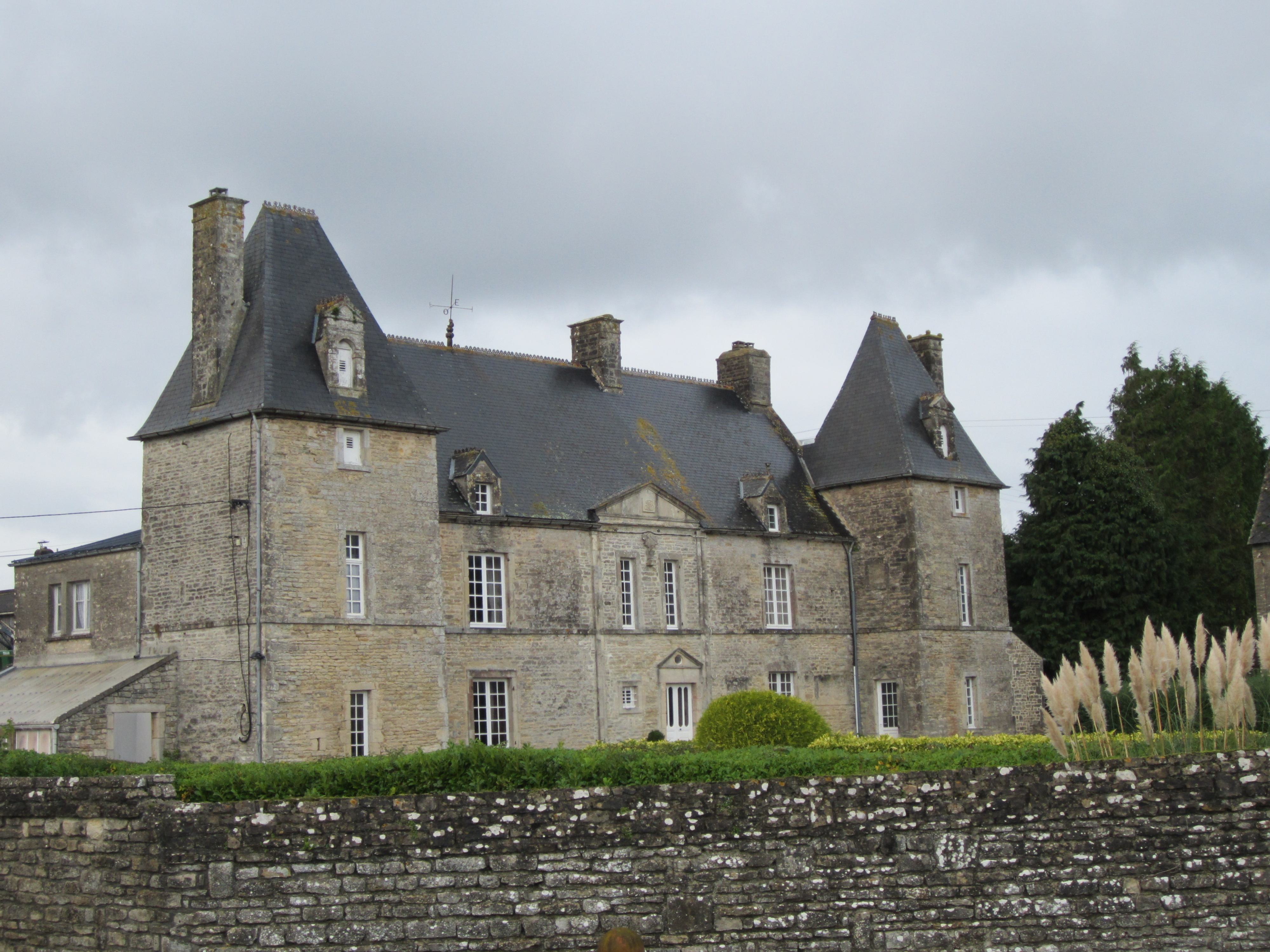
Schloss von Mesnildot

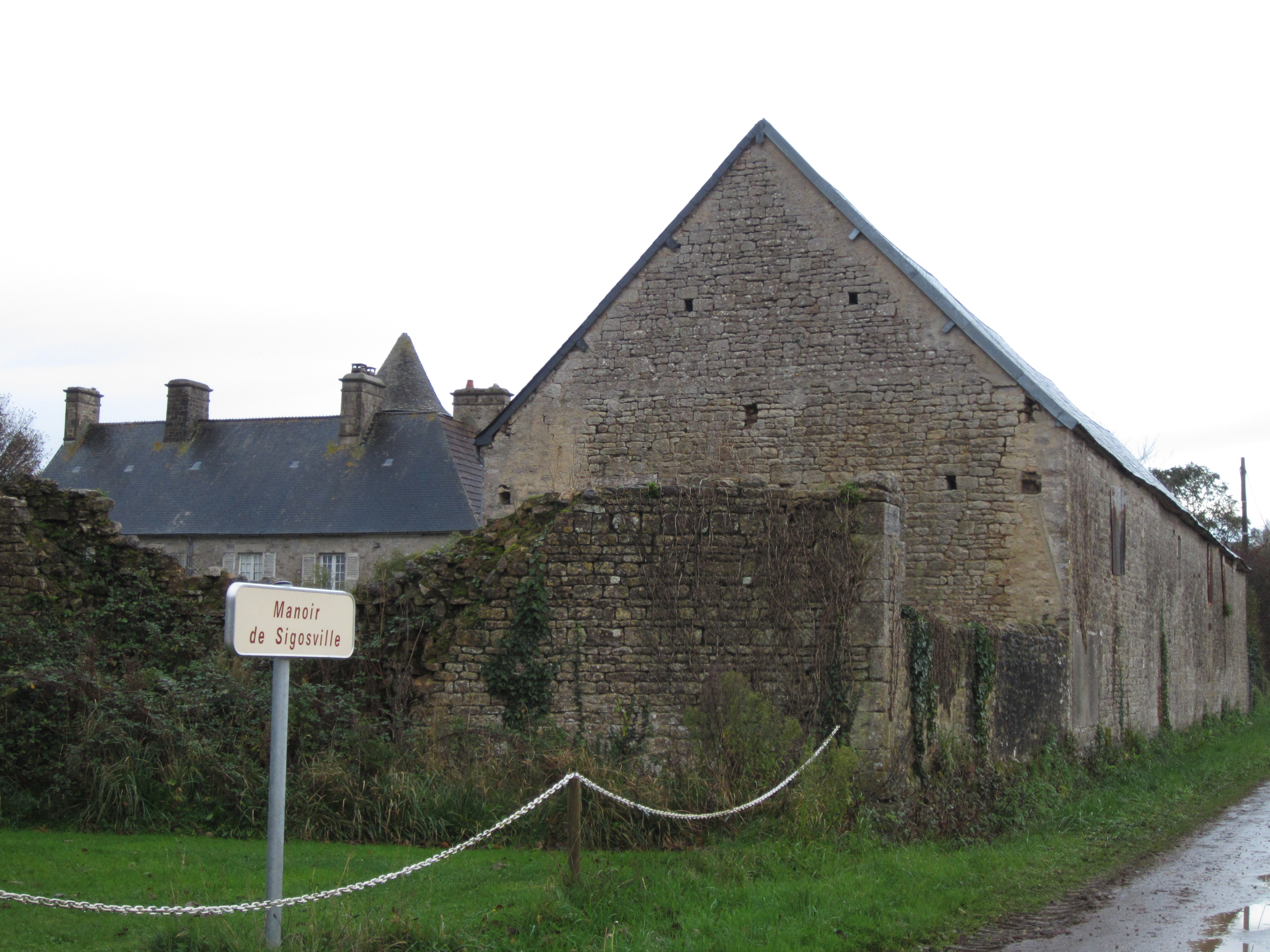
Gutshaus von Sigosville

- Aufgrund ihres Eingangstors wurde die Kirche Saint-Pierre in die Liste der historischen Denkmäler aufgenommen.[3]

Vier Statuen stehen unter Denkmalschutz als Gegenstände: Jungfrau mit dem Kind, Saint-Pierre (Apostel) und Saint-Fromond (aus dem 14. Jahrhundert) und Sainte Barbe (aus dem 16. Jahrhundert). Gegen 1080 ließ Herfast de Crépon, Bruder von Gunnor von Normandie, die Kirche erbauen, nachdem die erste Kirche aus dem 7. Jahrhundert vom Wikinger Chef Hasting  zerstört worden war.
- Altar von Le Ham, Altar der ehemaligen Abtei aus der Merowinger Zeit, ist in der Bibliothek von Valognes ausgestellt.
- Gutshaus von Sigosville aus dem 16. Jahrhundert
- Hof von les Mares (Cour des Mares) aus dem 16. Jahrhundert
- kleines Schloss von  Mesnildot  aus dem 17. Jahrhundert
- Der heute stillgelegte Montebourger Bahnhof befand sich in Le Ham.

## Persönlichkeiten
Fromond de Coutances gründete ein Kloster dort, genauso wie eine Kirche die 679 geweiht wurde.